# Matija Debeljak
Matija Debeljak (tudi Mattia Debellak), slovenski filolog in mecen, * 15. februar 1807, Visoko pri Poljanah, † 18. oktober 1867, Trst.

## Življenje in delo
Po gimnaziji v Ljubljani, Kopru in Milanu je tam nadaljeval študije na filozofski fakulteti, nakar je deloval kot srednješolski in zasebni učitelj nemškega jezika v Comu, Benetkah, Milanu in Vidmu do upokojitve 1867. Po upokojitvi je bival v raznih krajih na Slovenskem in nazadnje v Trstu, kjer je umrl 18. oktobra 1867. Za Italijane je pisal učbenike nemščine, tiskane v Milanu. Po letu 1848 je postal navdušen narodnjak in mecen slovenskim književnikom (mdr. Levstiku). Domala vse svoje premoženje je zapustil slovenskim in hrvaškim kulturnim ustanovam.